# پادشاه وو چین
پادشاه وو از چین (به چینی، 秦武王؛ ۳۲۹–۳۰۷ پ. م)؛ یا همچنین پادشاه دائووولی از چین (秦悼武烈王)؛ یا همچنین پادشاه دائو از چین (秦悼武王)؛ یا همچنین پادشاه وولی از چین (秦武烈王) فرمانروای ایالت چین از ۳۱۰ پ. م تا ۳۰۷ پ. م در دوره ایالت‌های جنگ‌طلب بود. او پسر پادشاه هوی‌ون بود.
پادشاه وو علیرغم زمان کوتاهی که فرمانروا بود، از طریق جنگ‌هایش علیه ایالت هان نقش بزرگی در جنگ‌های یکپارچگی چین، داشت. او همچنین به برخی دیگر از قدرت‌های بزرگ ایالت‌های جنگان، به ویژه وی، حمله کرد. در سال چهارم سلطنتش، وزیر او گان مائو (甘茂)، پیشنهاد حمله به قلعه هان یی‌یانگ برای باز کردن مسیری برای حمله به قدرت‌های شرقی داد. لشکرکشی موفقیت‌آمیز بود و چین کنترل راه‌های کلیدی به پایتخت ژو، لوئویانگ را به دست آورد.

## مرگ
هنگامی که از پایتخت ژو بازدید می‌کرد، پادشاه وو، که یک کشتی‌گیر نیرومند بود، با تشویق مرد زورمندی به نام منگ یو (孟說) تصمیم گرفت که یک دیگ برنزی سنگین را در کاخ ژو را برای نمایش قدرت بدنی خود بلند کند. اگرچه او با موفقیت دیگ را بلند کرد، اما پادشاه در حالی که سعی داشت آن را جابه‌جا کند، استخوان ساق پایش شکست. شب هنگام از چشمانش خون جاری شد و خیلی زود مرد. او در سن ۱۸–۱۹ سالگی بر تخت سلطنت نشسته بود و در سن ۲۱–۲۲ سالگی درگذشت و تنها حدود سه سال حکومت کرد.
پس از مرگ پادشاه وو، گان مائو، چین را برای خدمت به وی ترک کرد. از آنجایی که پادشاه وو در جوانی بدون فرزند مرد، چین با وجود چندین شاهزاده که برای تاج و تخت رقابت می‌کردند؛ وارد یک بحران جانشینی شد. در نهایت، برادر ناتنی کوچک‌تر پادشاه وو، شاهزاده جی، که در آن زمان به عنوان یک گروگان سیاسی در ایالت یان زندگی می‌کرد، با حمایت داییش وی ران (魏冉) و پادشاه وولینگ ژائو به چین بازگشت و با نام پادشاه ژائوشیانگ بر تخت نشست.